# Formica pallidinervis
Formica pallidinervis é uma espécie de formiga do gênero Formica, pertencente à subfamília Formicinae.